# Crvenka

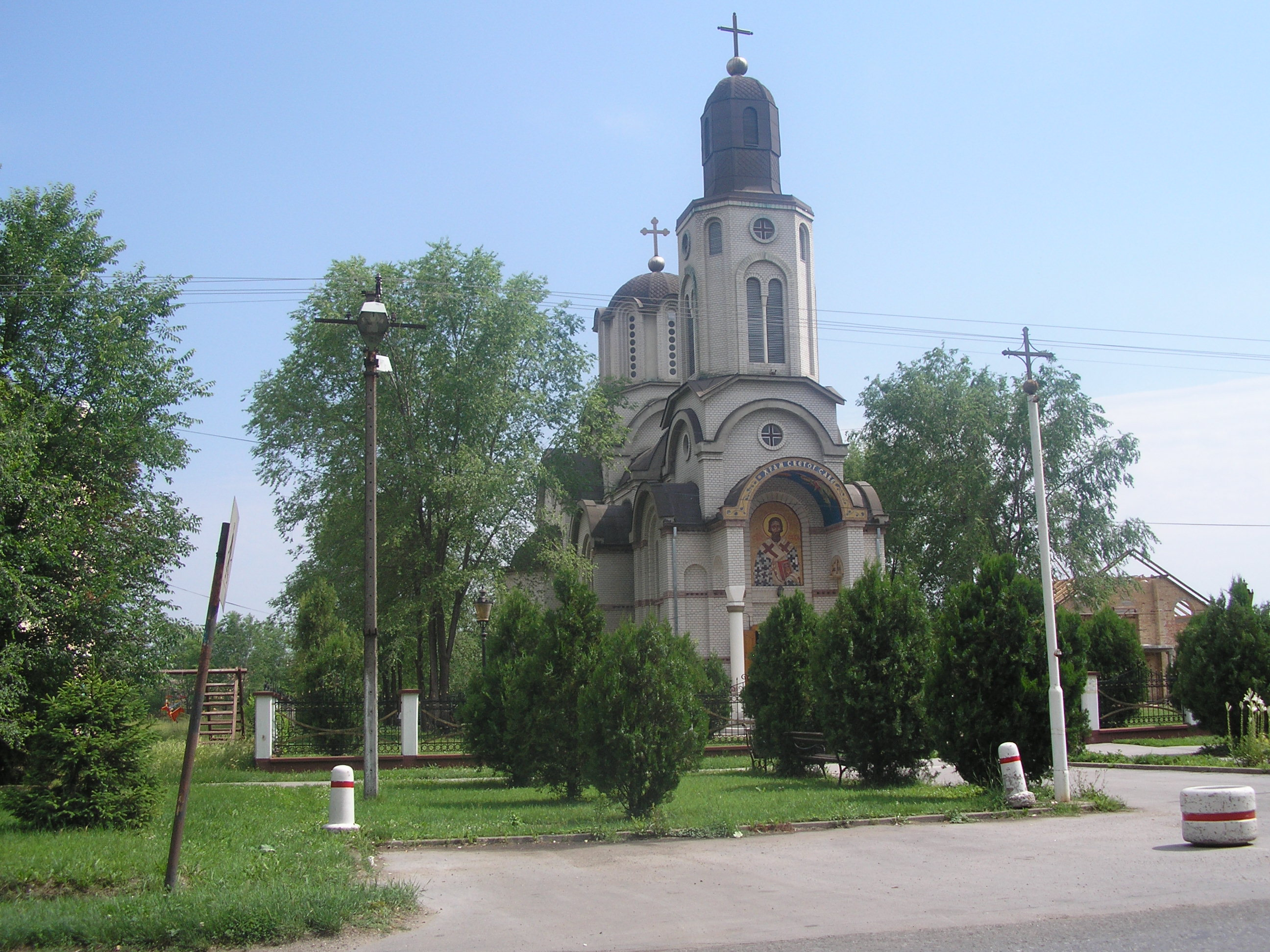
Kyrka i Crvenka

Crvenka, ungerska Cservenka, är en stad i distriktet Västra Bačka i provinsen Vojvodina i norra Serbien. År 2002 hade staden 10 163 invånare. Majoriteten av befolkningen är etniska serber.